# Hautes-Pyrénées
 Hautes-Pyrénées  („horní Pyreneje“) je francouzský departement ležící v regionu Okcitánie. Hlavní město je Tarbes.

## Geografie
Tento departement sousedí s departementy Pyrénées-Atlantiques, Gers, Haute-Garonne, a provincií Huesca.

## Historie
Hautes-Pyrénées je jedním z 83 departementů vytvořených během Francouzské revoluce 4. března 1790 aplikací zákona z 22. prosince 1789.

## Administrativní rozdělení
| Arrondissement      | Počet obyvatel (1999) | Rozloha (km²) | Hustota zalidnění | Počet kantonů | Počet obcí |
| ------------------- | --------------------- | ------------- | ----------------- | ------------- | ---------- |
| Argelès-Gazost      | 38.633                | 1300          | 30                | 6             | 89         |
| Bagnères-de-Bigorre | 44.896                | 1676          | 27                | 9             | 160        |
| Tarbes              | 138.839               | 1488          | 93                | 19            | 225        |